# Assalt de Terrassa
L'Assalt de Terrassa fou un conflicte armat que enfrontà les tropes carlines i les liberals el 22 de juliol de 1872 a Terrassa, en el marc de la Tercera Guerra Carlina.

## Antecedents
Joan Castells, que havia estat detingut després del destronament d'Isabel II d'Espanya i empresonat al castell de Montjuïc, fou alliberat en 6 d'abril de 1872, aixecant-se immediatament i formant una partida de 500 homes, els primers de llençar-se al carrer per defensar la causa de Carles VII, i Joan Castells fou nomenat capità general dels carlins a la província de Barcelona. Després del desastre d'Oroquieta, els carlistes basco-navarresos es van rendir i el pretendent va haver de tornar a fugir a França i després d'això els únics que mantenien la causa carlina armada a Espanya eren els catalans.
Els objectius dels carlins eren hostilitzar les forces de l'ordre i les poblacions fidels al govern, dificultar les comunicacions i imposar la seva legalitat, recaptar fons per al seu manteniment, amb dos tipus de partides, les de reduït nombre i que es dediquen a hostilitzar les petites poblacions, efectuant baixades al pla i evitant l'enfrontament directe amb l'exèrcit o milícies, i les de contingents més nombrosos, que, al comandament de personatges com Martí Miret, Joan Castells o Francesc Savalls, recorren el Principat i són reforçades ocasionalment per les partides «locals» citades anteriorment, de fins a dos mil, però el més freqüent que les partides fossin d'alguns centenars d'homes.

## L'assalt
El 22 de juliol de 1872 una partida de 500 carlins encapçalada per Joan Castells va arribar en tren i va atacar Terrassa per recaptar la contribució de la vila a l'esforç de guerra, però les autoritats es van negar al pagament i en l'assalt a l'ajuntament, en el que van obtenir un botí de sis-centes pessetes, els assaltants van perdre set homes i els defensors, dos.

## Conseqüències
Després de la campanya de recaptació de l'estiu el 1872, que inclogué el fracàs de l'assalt de Terrassa, el pretendent carlí Carles VIII impulsà la lluita a Catalunya enviant-hi el seu germà Alfons Carles de Borbó provinent del Vallespir, que va entrar a Catalunya el 30 de desembre, per trobar-se amb Francesc Savalls al santuari de Finestres el 8 de gener de 1873. Un cop al país va destituir el general Joan Castells, comandant general de la Província de Barcelona, nomenant Jeroni Galceran com a comandant en cap de la Província de Barcelona, i que havia estat ferit a Santa Pau el 10 de gener.
El 27 de gener tot l'exèrcit carlí de la província de Barcelona es reuní a Moià des del Penedès, a les ordres de Jeroni Galceran, juntament amb altres cabdills com Vila de Prat, Masachs, Camps o el mateix Miret. En total sumaven 1.000 homes i 50 cavalls.